# Ezekiel F. Chambers
Ezekiel F. Chambers (Chestertown, 1788. február 28. – Chestertown, 1867. január 30.) az Amerikai Egyesült Államok szenátora (Maryland, 1826–1834).